# Donté Greene
Pour les articles homonymes, voir Greene.
Donté Greene est un joueur américain de basket-ball né le 21 février 1988 à Munich en Allemagne.

## Carrière
Donté Greene joue une saison au niveau universitaire avec les Orange de Syracuse avant de se présenter à la Draft 2008 de la NBA. Il est sélectionné en 28e position par les Grizzlies de Memphis qui l'envoient aux Rockets de Houston. Après de bonnes performances lors de la ligue d'été de la NBA, il est échangé contre Ron Artest et part aux Kings de Sacramento.
Au début de sa seconde saison, il commence à élever son niveau de jeu et marque plus de 20 points à de multiples reprises. Il devient un contributeur clé de l'équipe et marque en moyenne plus de 8 points par match.he plays for Dawra team in Lebanon